# Mihai Ivăncescu
Mihai Ivăncescu (Adâncata, 1942. március 22. – Brassó, 2004. január 2.) román válogatott labdarúgó.

## Pályafutása

### A válogatottban
1967 és 1968 között 3 alkalommal szerepelt a román válogatottban. Részt vett az 1970-es világbajnokságon.